# Dolichovespula media
Espèce
Dolichovespula media, la Guêpe des buissons, est une espèce de guêpes sociales de la famille des Vespidae que l'on trouve dans toute l'Europe et l'Asie. Elle construit des nids aériens en papier souvent dans des arbustes ou des arbres, et parfois sous les combles des bâtiments. Il est plus courant de voir cette guêpe entre mai et octobre au cours de son cycle de colonie de 3,3 mois,. Les comportements de cette guêpe incluent la défense du nid, la position en boule qu'on croit être utile  dans l'incubation du couvain, et la vibration gastrale qui est impliquée dans l'alimentation des larves. Dolichovespula media a un système de détermination sexuelle haplodiploïde qui se traduit par un niveau élevé de parenté au sein de la colonie. Cette espèce n'est généralement pas agressive mais piquera si elle sent que son nid est menacé. La plupart de la recherche de nourriture dans le nid est effectuée par les ouvrières une fois que les premières atteignent l'âge adulte. Ces ouvrières se nourrissent d'insectes, de nectar et de bois pour la construction de nids à des températures aussi basses que 7 °C. La guêpe médiane est connue pour être occasionnellement affectée par le champignon Cordyceps sphecocephala et le virus de la paralysie du grillon (en).

## Description et identification
Dolichovespula media est une espèce de guêpes de taille moyenne à grande d'environ 16 à 22 millimètres de long avec des rayures jaunes et noires sur son abdomen. Elle peut être identifiée par son clypéus jaune avec une fine ligne centrale noire et de larges zones de jaune derrière les yeux et sur le sinus oculaire. Elle a également un thorax noir brillant avec quatre taches jaunes teintées d'orange ou de rouge. Les reines sont souvent confondues avec des frelons en raison de leur coloration rougeâtre, mais peuvent être distinguées par leurs taches thoraciques et leur couleur noir profond.

## Distribution et habitat
Dolichovespula media a une distribution paléarctique et se trouve dans toute l'Europe et les régions tempérées d'Asie jusqu'au Japon. Il préfère les climats tempérés et une humidité élevée. Cette espèce a été identifiée au Royaume-Uni pour la première fois en 1980 après s'y être propagée depuis l'Europe continentale. Il a également été aperçu en Nouvelle-Zélande, mais on ne sait pas si la guêpe est répandue dans la région ou s'il s'agissait d'un événement isolé.
Dolichovespula media construit des nids de papier aériens de 1 à 5 mètres (3,3 à 16,4 pieds) au-dessus du sol. Ces nids se trouvent généralement dans les arbustes, les arbres et parfois sous les combles des bâtiments. Les nids sont faits de papier issu de la digestion du bois et mesurent généralement 12 à 23 centimètres (4,7 à 9,1 pouces) de large et 10 à 30 centimètres (3,9 à 11,8 pouces) de hauteur,. Les colonies se trouvent souvent dans les zones urbaines et rurales. Ces guêpes préfèrent construire des nids près du sol où les niveaux d'humidité sont plus élevés ainsi que dans des zones ouvertes où le nid est soumis à de grandes quantités de soleil.